# HiSky
 (mai 2021).
La mise en forme du texte ne suit pas les recommandations de Wikipédia : il faut le « wikifier ».
Les points d'amélioration suivants sont les cas les plus fréquents. Le détail des points à revoir est peut-être précisé sur la page de discussion.
- Les titres sont pré-formatés par le logiciel. Ils ne sont ni en capitales, ni en gras.
- Le texte ne doit pas être écrit en capitales (les noms de famille non plus), ni en gras, ni en italique, ni en « petit »…
- Le gras n'est utilisé que pour surligner le titre de l'article dans l'introduction, une seule fois.
- L'italique est rarement utilisé : mots en langue étrangère, titres d'œuvres, noms de bateaux, etc.
- Les citations ne sont pas en italique mais en corps de texte normal. Elles sont entourées par des guillemets français : « et ».
- Les listes à puces sont à éviter, des paragraphes rédigés étant largement préférés. Les tableaux sont à réserver à la présentation de données structurées (résultats, etc.).
- Les appels de note de bas de page (petits chiffres en exposant, introduits par l'outil «  Source ») sont à placer entre la fin de phrase et le point final[comme ça].
- Les liens internes (vers d'autres articles de Wikipédia) sont à choisir avec parcimonie. Créez des liens vers des articles approfondissant le sujet. Les termes génériques sans rapport avec le sujet sont à éviter, ainsi que les répétitions de liens vers un même terme.
- Les liens externes sont à placer uniquement dans une section « Liens externes », à la fin de l'article. Ces liens sont à choisir avec parcimonie suivant les règles définies. Si un lien sert de source à l'article, son insertion dans le texte est à faire par les notes de bas de page.
- La présentation des références doit suivre les conventions bibliographiques. Il est recommandé d'utiliser les modèles {{Ouvrage}}, {{Chapitre}}, {{Article}}, {{Lien web}} et/ou {{Bibliographie}}. Le mode d'édition visuel peut mettre en forme automatiquement les références.
- Insérer une infobox (cadre d'informations à droite) n'est pas obligatoire pour parachever la mise en page.

Pour une aide détaillée, merci de consulter Aide:Wikification.
Si vous pensez que ces points ont été résolus, vous pouvez retirer ce bandeau et améliorer la mise en forme d'un autre article.
HiSky est une compagnie aérienne moldave basée à Chișinău, en Moldavie, la compagnie aérienne dispose d'un certificat d'exploitation aérienne (AOC) supplémentaire en Roumanie. Les principales bases des compagnies aériennes sont l'aéroport international de Chișinău et l'aéroport international de Cluj-Napoca. La compagnie ne figure plus sur la liste des compagnies aériennes interdites d'exploitation dans l'Union européenne depuis novembre 2021.

## Histoire
Le PDG de la société, Iulian Scorpan, est un ancien pilote d'Air Moldova.
En février 2020, les autorités aéronautiques moldaves ont déclaré que HiSky ne s'était actuellement pas vu octroyer de certificat d'exploitant aérien en raison d'irrégularités constatées au cours du processus de certification, et qu'une enquête avait été ouverte. L'un des problèmes relevés est que Cobrex Trans, la compagnie aérienne qui était censée exploiter des Airbus A320 pour le compte de HiSky, n'a pas encore ce type d'avion dans sa flotte.
Selon l'Autorité de l'aviation civile de la République de Moldavie, au 12 mai 2020, HiSky n'avait toujours pas de licence d'exploitation commerciale. Dans le même temps, la société proposait des billets pour les vols en provenance de Chisinau sur son site web. La compagnie aérienne avait alors annoncé son intention de lancer des vols en juillet avec deux de la famille Airbus A320 loués chez Air Lease Corporation.
HiSky a été contraint de retarder plusieurs fois le lancement de son itinéraire à la suite de la pandémie de Covid-19,. À compter du 18 septembre 2020, la compagnie aérienne a entièrement supprimé son programme prévu.
Cependant, le 11 décembre 2020, la compagnie aérienne a obtenu le certificat d'exploitation en Roumanie et le 19 février 2021, la compagnie aérienne a obtenu le certificat d'exploitation en Moldavie.
Le 22 février 2021, la compagnie aérienne a annoncé qu'elle commencerait à voler vers Dublin et Lisbonne depuis son premier hub à Cluj-Napoca, en Roumanie.
À partir du 28 avril 2021, HiSky Airlines lancera de nouveaux vols de Chisinau à Paris-Beauvais, de Satu Mare en Roumanie à Paris et Francfort, du 29 avril de Dublin à Iasi, du 1er mai de Francfort à Satu Mare et de Chisinau à Francfort.
À la suite de l'invasion de l'Ukraine par la Russie en 2022 le 24 février 2022 l'autorité de l'aviation civile de la République de Moldavie « interdit, à partir du 12 septembre 2022, aux compagnies nationales d’effectuer des vols dans l'espace aérien de la Russie ».

## Destinations
Depuis mars 2021, HiSky opère vers les destinations suivantes
| Pays        | Ville             | Aéroport                                  | Remarques                 | Réfs   |
| ----------- | ----------------- | ----------------------------------------- | ------------------------- | ------ |
| Égypte      | Hurghada          | Aéroport international de Hurghada        | Charter saisonnier        | [ 13 ] |
| Égypte      | Charm el-Cheikh   | Aéroport international de Charm el-Cheikh | Charter saisonnier        |        |
| France      | Beauvais          | Aéroport de Beauvais – Tillé              |                           |        |
| France      | Bordeaux          | Aéroport de Bordeaux Merignac             | Début le 21 Décembre 2023 |        |
| Allemagne   | Francfort         | Aéroport de Francfort                     |                           |        |
| Irlande     | Dublin            | Aéroport de Dublin                        |                           |        |
| Israël      | Tel Aviv          | Aéroport Ben Gourion                      |                           |        |
| Moldavie    | Chișinău          | Aéroport international de Chișinău        | Base                      | [ 14 ] |
| Maroc       | Agadir            | Aéroport d'Agadir-Al Massira              | Charter saisonnier        |        |
| le Portugal | Lisbonne          | Aéroport de Lisbonne                      |                           |        |
| Roumanie    | Baia Mare         | Aéroport de Maramureș                     | Charter saisonnier        |        |
| Roumanie    | Cluj              | Aéroport international de Cluj            | Début le 22 avril 2021    | [ 15 ] |
| Roumanie    | Oradea            | Aéroport international d'Oradea           | Charter saisonnier        |        |
| Roumanie    | Satu Mare         | Aéroport international de Satu Mare       |                           |        |
| Roumanie    | Târgu Mureș       | Aéroport international de Târgu Mureș     | Charter saisonnier        |        |
| Russie      | Moscou            | Aéroport de Moscou-Domodedovo             |                           |        |
| Russie      | Saint-Pétersbourg | Aéroport de Poulkovo                      |                           |        |
| Tunisie     | Monastir          | Aéroport international Habib Bourguiba    | Charter saisonnier        |        |
| Turquie     | Antalya           | Aéroport d'Antalya                        | Charter saisonnier        |        |
| Turquie     | Istanbul          | Aéroport d'Istanbul                       |                           |        |
| Royaume-Uni | Londres           | Aéroport de Londres-Stansted              |                           |        |

## Flotte

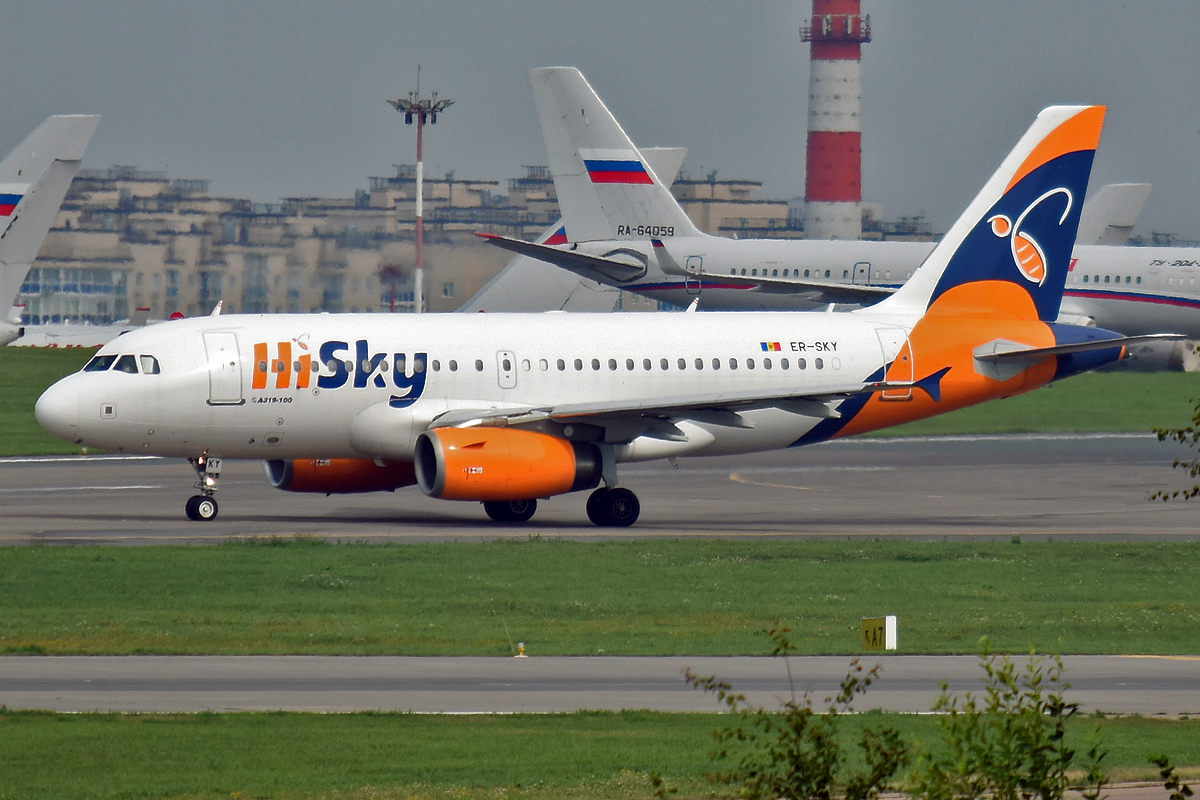
HiSky, ER-SKY, Airbus A319-131

En avril 2022, la flotte de HiSky est formée comme suit, :